# Yvonne Brathwaite Burke
Yvonne Brathwaite Burke, wcześniej Perle Yvonne Watson (ur. 5 października 1932 w Los Angeles) – amerykańska polityk, członkini Partii Demokratycznej.

## Działalność polityczna
Od 1967 zasiadała w Zgromadzeniu Stanowym Kalifornii. Następnie od 3 stycznia 1973 do 3 stycznia 1975 przez jedną kadencję była przedstawicielką 37. okręgu, a od 3 stycznia 1975 do 3 stycznia 1979 przez dwie kadencje przedstawicielką 28. okręgu wyborczego w stanie Kalifornia w Izbie Reprezentantów Stanów Zjednoczonych.